# Jugoslavien i olympiska sommarspelen 1996
Jugoslavien deltog i de olympiska sommarspelen 1996 med en trupp bestående av 68 deltagare, och landet tog totalt 4 medaljer.

## Basket
Herrar
Gruppspel
| Lag         | Vinster | Förluster | Poäng |
| ----------- | ------- | --------- | ----- |
| Jugoslavien | 5       | 0         | 10    |
| Australien  | 4       | 1         | 9     |
| Grekland    | 3       | 2         | 8     |
| Brasilien   | 2       | 3         | 7     |
| Puerto Rico | 1       | 4         | 6     |
| Sydkorea    | 0       | 5         | 5     |

|             | Australien | Brasilien | Grekland | Sydkorea | Puerto Rico | Socialistiska federativa republiken Jugoslavien |
| ----------- | ---------- | --------- | -------- | -------- | ----------- | ----------------------------------------------- |
| Australien  |            | 109-101   | 103-62   | 111-88   | 101-96      | 68-91                                           |
| Brasilien   | 101-109    |           | 87-89    | 127-97   | 101-98      | 82-101                                          |
| Grekland    | 62-103     | 89-87     |          | 108-86   | 80-69       | 63-71                                           |
| Sydkorea    | 88-111     | 97-127    | 86-108   |          | 86-98       | 65-118                                          |
| Puerto Rico | 96-101     | 98-101    | 69-80    | 98-86    |             | 86-97                                           |
| 91-68       | 101-82     | 71-63     | 118-65   | 97-86    |             |                                                 |

Slutspel
|  | Kvartsfinaler | Kvartsfinaler |             |       | Semifinaler   | Semifinaler  |              |            | Final      | Final |
|  | 0             | 0             | 0           | 0     | 0             | 0            | 0            | 0          | 0          | 0     |
|  |               |               | 0           | 0     |               |              | 0            | 0          |            |       |
|  |               |               | 0           | 0     |               |              | 0            | 0          |            |       |
|  | 0 Jugoslavien | 0128          | 0           | 0     |               |              | 0            | 0          |            |       |
|  | 0 Jugoslavien | 0128          | 0           | 0     |               |              | 0            | 0          |            |       |
|  | 0 Kina        | 061           | 0           | 0     |               |              | 0            | 0          |            |       |
|  | 0 Kina        | 061           | 0           | 0     | 0 Jugoslavien | 066          | 0            | 0          |            |       |
|  |               |               | 0           | 0     | 0 Jugoslavien | 066          | 0            | 0          |            |       |
|  | 0             | 0 Litauen     | 0           | 058   | 0             |              |              | 0          |            |       |
|  | 0             | 0 Litauen     | 0           | 058   | 0             | 0 Litauen    | 099          | 0          |            |       |
|  | 0             |               |             |       |               | 0 Litauen    | 099          | 0          |            |       |
|  | 0             | 0 Grekland    | 066         | 0     |               |              |              | 0          |            |       |
|  | 0             | 0 Grekland    | 066         | 0     | 0 Jugoslavien | 069          |              | 0          |            |       |
|  | 0             |               |             | 0     | 0 Jugoslavien | 069          |              | 0          |            |       |
|  | 0             | 0             | 0 USA       | 0     | 095           |              |              |            |            |       |
|  | 0             | 0             | 0 USA       | 0     | 095           | 0 Australien | 073          |            |            |       |
|  | 0             | 0             |             |       |               |              | 073          |            |            |       |
|  | 0             | 0             | 0 Kroatien  | 071   | 0             |              |              |            |            |       |
|  | 0             | 0             | 0 Kroatien  | 071   | 0             | 0 Australien | 073          | Bronsmatch | Bronsmatch |       |
|  | 0             | 0             |             |       | 0             | 0 Australien | 073          | Bronsmatch | Bronsmatch |       |
|  | 0             | 0             | 0 USA       | 01001 | 0             | 0            |              |            |            |       |
|  | 0             | 0             | 0 USA       | 01001 | 0             | 0            | 0 USA        | 098        | 0 Litauen  | 080   |
|  | 0             | 0             |             |       | 0             | 0            | 0 USA        | 098        | 0 Litauen  | 080   |
|  | 0             | 0             | 0 Brasilien | 075   | 0             | 0            | 0 Australien | 074        |            |       |
|  | 0             | 0             | 0 Brasilien | 075   | 0             | 0            | 0 Australien | 074        |            |       |
|  |               |               |             |       |               |              |              |            |            |       |
|  |               |               |             |       |               |              |              |            |            |       |

## Bordtennis
- Slobodan Grujić
- Aleksandar Karakašević
- Ilija Lupulesku

## Brottning
- Aleksandar Jovančević
- Goran Kasum

## Friidrott
Herrarnas maraton
- Borislav Dević — 2:21,22 (→ 49:e plats)

Herrarnas längdhopp
- Andreja Marinković
  - Kval — 7,17m (→ gick inte vidare)

Herrarnas kulstötning
- Dragan Perić
  - Kval — 19,61m
  - Final — 20,07m (→ 8:e plats)

Herrarnas 50 kilometer gång
- Aleksandar Raković — 3:51:31 (→ 11:e plats)

Damernas 400 meter
- Marina Zivkovic
  - Heat — 53,10 (→ gick inte vidare)

Damernas maraton
- Suzanna Ćirić — 2:49,30 (→ 55:e plats)

## Fäktning
Damernas värja
- Tamara Savić-Šotra

## Judo
- Dragoljub Radulović
- Mitar Milinković

## Kanotsport
Herrarnas K-1 500 m
- Petar Sibinkić
  - Kvalheat — 1:45,799
  - Återkval: 1:46,532 (→ gick inte vidare)

## Simhopp
Herrarnas 3 m
- Siniša Žugic
  - Kval — 181,17 (→ gick inte vidare, 38:e plats)

- Vukan Vuletić
  - Kval — 181,17 (→ gick inte vidare, 37:e plats)